# Augusta de Wurtemberg (1734-1787)
Pour les articles homonymes, voir Augusta de Wurtemberg.
Augusta Élisabeth de Wurtemberg  (30 octobre 1734 - 4 juin 1787) est un membre de la Maison de Wurtemberg. Par son mariage avec Charles-Anselme, 4e prince de Tour et Taxis, elle devient princesse consort de Tour et Taxis.  

## Famille et jeunesse
Augusta est la sixième et la plus jeune des enfants du duc Charles-Alexandre de Wurtemberg et de son épouse la princesse Marie-Auguste de Tour et Taxis. Dans sa jeunesse, elle vit avec sa mère, jusqu'à ce qu'elle entre au couvent des Ursulines de Metz en 1750. En 1752, son frère aîné Charles II de Wurtemberg veut qu'elle épouse un prince du sang français pour l'aider à réorienter la politique du Wurtemberg vers la France. Le projet a cependant échoué, et pour économiser le coût de l'entretien et de la dot d'Augusta, elle est mariée à son cousin maternel, Charles-Anselme de Tour et Taxis. 

## Mariage et descendance
Augusta épouse Charles-Anselme de Tour et Taxis (de), fils d'Alexandre-Ferdinand (de), 3e prince de Tour et Taxis et de sa femme Sophie-Christiane-Louise de Brandebourg-Bayreuth, le 3 septembre 1753 à Stuttgart. Ils ont eu huit enfants :  
- Marie-Thérèse de Tour et Taxis (cs) (10 juillet 1757 - 9 mars 1776) [1], épouse le 25 août 1774 Craft-Ernest d'Oettingen-Wallerstein (de) (1748-1802).

- Sophie-Frédérique de Tour et Taxis (de) (20 juillet 1758 - 31 mai 1800) [1], épouse le 31 décembre 1775 Hieronim Radziwiłł (11 mai 1759-18 septembre 1786), puis vers 1795 le prince André Kazanowski (pl) et en 1797 le comte Mikołaj Ostrorog.

- Franz Johann Nepomuck de Tour et Taxis (baptisé le 2 octobre 1759 - 22 janvier 1760) [1]
- Henriette-Caroline de Tour et Taxis (baptisée le 25 avril 1762 - 25 avril 1784) , épouse le 21 avril 1783 Johannes Aloysius II, prince d'Oettingen-Oettingen et d'Oettingen-Spielberg.

- Alexandre-Charles de Tour et Taxis (19 avril 1763 - 21 avril 1763) [1]
- Frédérique-Dorothée de Tour et Taxis (11 septembre 1764 - 10 novembre 1764)
- Karl Alexander, 5e prince de Thurn et Taxis (22 février 1770 - 15 juillet 1827), épouse le 25 mai 1789 Thérèse de Mecklembourg-Strelitz.

- Friedrich Johann Nepomuck de Tour et Taxis (11 avril 1772 - 7 décembre 1805), célibataire[1].

Après avoir plusieurs fois tenté d'assassiner son mari, Augusta est bannie de la cour en janvier 1776 et est détenue après son divorce au château de Trugenhofen à Dischingen puis au château de Hornberg dans la Forêt noire, où elle meurt le 4 juin 1787. Après sa mort, Charles-Anselme se remarie morganatiquement avec Élisabeth Hildebrand.

## Titres et prédicats
- 30 octobre 1734 - 3 septembre 1753 : Son Altesse Sérénissime la duchesse Augusta de Wurtemberg
- 3 septembre 1753 - 17 mars 1773 : Son Altesse Sérénissime la princesse héréditaire de Tour et Taxis
- 17 mars 1773 - 1776 : Son Altesse Sérénissime la princesse de Tour et Taxis
- 1776 - 4 juin 1787 : Son Altesse Sérénissime la princesse Augusta de Tour et Taxis, duchesse de Wurtemberg.

## Sources
- Wilson, Peter H. (2004). "Les femmes et la politique impériale : les consorts de Wurtemberg 1674-1757" dans Queenship in Europe 1660–1815: le rôle de la consort. Clarissa Campbell Orr, Presses de l’université de Cambridge.  (ISBN 0-521-81422-7)